# Puolva
Puolva är ett naturreservat i Gällivare kommun i Norrbottens län.
Området är naturskyddat sedan 1972 och är 8,7 kvadratkilometer stort. Reservatet omfattar ett dödisområde med små tjärnar, sjöar och myrar omgivna av kullar och moränryggar. Reservatet består av gamla tallar och gran vid våtmarkerna.  